# Andrzej Kulesza (piłkarz)
Andrzej Kulesza (ur. 30 czerwca 1956 w Białymstoku) – polski piłkarz, występujący na pozycji obrońcy.

## Kariera
Jest wychowankiem Włókniarza Białystok. W 1974 roku debiutował w seniorskim zespole Włókniarza, występującym na poziomie III ligi. W rundzie wiosennej sezonu 1976/1977 występował w Mamrach Giżycko, po czym wrócił do Włókniarza. W latach 1978–1980 reprezentował barwy Śniardw Orzysz, z którymi w 1979 roku awansował do III ligi. W 1980 roku przeszedł do drugoligowego Stoczniowca Gdańsk. Po spadku tego klubu do III ligi, w 1982 roku przeszedł do Jagiellonii Białystok. W 1983 roku Jagiellonia awansowała do II ligi. Na tym poziomie był podstawowym piłkarzem klubu. W sezonie 1986/1987 wywalczył wraz z zespołem awans do I ligi. W sezonie 1987/1988 był podstawowym obrońcą w zespole, jednakże później stał się zmiennikiem początkowo Andrzeja Ambrożeja, a następnie Valdasa Kasparavičiusa. W 1990 roku zakończył karierę, po czym w latach 90. pełnił funkcję wiceprezesa Jagiellonii.
W 2000 roku na krótko wznowił karierę jako zawodnik Gryfa Gródek. W 2003 roku występował w Orle Kolno, natomiast w latach 2005–2006 był grającym trenerem Gryfa Gródek. W latach 2007–2010 występował w BKS Jagiellonia Białystok.

## Statystyki ligowe
| Sezon         | Klub                      | Liga           | Mecze | Gole |
| ------------- | ------------------------- | -------------- | ----- | ---- |
| 1974/1975     | Włókniarz Białystok       | III liga       | ?     | ?    |
| 1975/1976     | Włókniarz Białystok       | III liga       | ?     | ?    |
| 1976/1977 (j) | Włókniarz Białystok       | III liga       | 11    | 0    |
| 1976/1977 (w) | Mamry Giżycko             | IV liga        | ?     | ?    |
| 1977/1978 (j) | Włókniarz Białystok       | III liga       | 6     | 0    |
| 1977/1978 (w) | Śniardwy Orzysz           | IV liga        | ?     | ?    |
| 1978/1979     | Śniardwy Orzysz           | IV liga        | ?     | ?    |
| 1979/1980     | Śniardwy Orzysz           | III liga       | 9     | 0    |
| 1980/1981     | Stoczniowiec Gdańsk       | II liga        | ?     | ?    |
| 1981/1982     | Stoczniowiec Gdańsk       | II liga        | ?     | ?    |
| 1982/1983     | Jagiellonia Białystok     | III liga       | 19    | 2    |
| 1983/1984     | Jagiellonia Białystok     | II liga        | 24    | 0    |
| 1984/1985     | Jagiellonia Białystok     | II liga        | 28    | 0    |
| 1985/1986     | Jagiellonia Białystok     | II liga        | 29    | 3    |
| 1986/1987     | Jagiellonia Białystok     | II liga        | 28    | 3    |
| 1987/1988     | Jagiellonia Białystok     | I liga         | 23    | 0    |
| 1988/1989     | Jagiellonia Białystok     | I liga         | 16    | 0    |
| 1989/1990     | Jagiellonia Białystok     | I liga         | 13    | 0    |
| 1990/1991 (j) | Jagiellonia Białystok     | I liga         | 0     | 0    |
| 1999/2000 (w) | Gryf Gródek               | klasa okręgowa | ?     | ?    |
| 2002/2003 (w) | Orzeł Kolno               | IV liga        | 11    | 0    |
| 2005/2006     | Gryf Gródek               | klasa A        | ?     | ?    |
| 2007/2008     | BKS Jagiellonia Białystok | klasa B        | ?     | ?    |
| 2008/2009     | BKS Jagiellonia Białystok | klasa A        | ?     | ?    |
| 2009/2010     | BKS Jagiellonia Białystok | klasa A        | ?     | ?    |